# Wraker
Wraker (auch Braker) war die Bezeichnung  für einen Warenprüfer im deutschsprachigen Ostseeraum bis zum späten 19. Jahrhundert.

## Etymologie
Der Begriff leitete sich von mittelniederdeutsch wraken (auch wracken), das aussortieren bedeutet, ab. Das Wrack hat dieselbe Wortherkunft.

## Bedeutung
Norddeutsche Hansestädte
In einigen Hansestädten wie Lübeck, Rostock oder Stralsund war ein Wraker (auch Braker) ein meist durch die Stadtverwaltung beeidigter Warenprüfer. Seine Aufgabe war es, die Qualität von Holz, Flachs, Teer, Asche und anderen Materialien zu prüfen, die in die Stadt kamen. Minderwertige Ware wurde aussortiert.
Baltikum
In deutschsprachigen Städten des Baltikums, vor allem in Livland, gab es die Bezeichnung in Wortzusammensetzungen wie Mastenwraker, Flachswraker usw.

## Spezielle Bezeichnungen
Es werden einige besondere Berufsbezeichnungen angegeben
- Aschwraker, prüfte die Qualität der eingeführten Asche, die unter anderem für die Tuchherstellung benötigt wurde, in einer Aschwrake
- Flachswraker, prüfte die Qualität von Flachs, zum Beispiel durch Einstechen mit einem Dolch, um zu prüfen, ob fremde Gegenstände, wie ein Stein, absichtlich eingelegt worden waren.[1]
- Heringsbraker, prüfte die Qualität der Heringe, wurde z. B. in Reval 1867 von den Kaufleuten der ersten und zweiten Gilde in ihrer Versammlung gewählt[2]
- Holtbraker, prüfte die Qualität von Holz in norddeutschen Ostseestädten, zum Beispiel für den Schiffbau
- Mastenbraker (auch Mastenbraker), verbreitete Bezeichnung im Baltikum, vor allem in Riga, für Personen, die das ankommende Holz auf ihre Qualität prüften. Sie waren meist auch Holzaufkäufer. Der Beruf wurde fast ausschließlich von Einheimischen, meist Letten, ausgeübt und führte teilweise   zu einigem Reichtum. Trotzdem gelang es ihnen in der Regel nicht, das Bürgerrecht einer Stadt zu erwerben.[3]
- Pechwraker, Terwraker, prüften den ankommenden Teer, der für die Tuchherstellung verwendet wurde.